# David Jacobs (Diplomat)
David Jacobs (* 11. Juli 1947 in Reitz, Oranje-Freistaat) ist ein südafrikanischer Botschafter.

## Leben
David Jacobs ist mit Eidaleen Hugo verheiratet; sie haben eine Tochter und einen Sohn.
David Jacobs studierte Rechtswissenschaft an der Nordwest-Universität in Potchefstroom und Theologie an der Universität Johannesburg; 
Von 1969 bis 1978 war er dem Justizministerium zugeordnet.
1978 trat er in den auswärtigen Dienst.
Von 1979 bis 1980 war er Gesandtschaftssekretär zweiter Klasse in Montevideo.
Von 1980 bis 1981 war er Privatsekretär von Pik Botha.
Von 1981 bis 1985 war er Gesandtschaftsrat in Bonn.
Von 1985 bis 1987 leitete er die Abteilung Deutschland im Department of International Relations and Cooperation (DIRC).
Von 1987 bis 1991 hatte er Exequatur als Generalkonsul in Frankfurt am Main.
Von 1992 bis 1994 leitete er das Verbindungsbüro zum Parlament des DIRC.
1992 leitete er die Abteilung Botswana, Lesotho, Swaziland and Namibia des DIRC.
Von 1993 bis 1996 leitete er die Abteilung Verwaltung des DIRC.
Von 1997 bis 2001 war er Botschafter in Athen und war als Hochkommissar in Nikosia beauftragt.